# Катков Іван Валерійович
Іван Валерійович Катков (2 квітня 1984) — український спортсмен з настільного тенісу. Багаторазовий Чемпіон України. Гравець збірної України. Майстер спорту України міжнародного класу.

## Життєпис
Народився 2 квітня 1984 року в РСФСР, у Владивостоці. 1987 року переїхав до Кривого Рогу. У 8 років почав займатися настільним тенісом під керівництвом Білостоцького Гаррі Євсейовича. У 12-13 років стає чемпіоном України у своєму віці, новим тренером стає Тестер Б.А.
2005 року закінчив Сумський педагогічний університет.
Завоював в складі збірної України 2 бронзові медалі (у командному і одиночному розряді) на 1998 World Youth Games (Всесвітніх Юнацьких Іграх в Москві-1998), які з 2010 року стали називатися Юнацькі Олімпійські ігри.
Тричі ставав чемпіоном України в чоловічому особистому розряді (2002, 2004, 2011), 2 рази вигравав ЧУ в чоловічому парному розряді (в парі з Олексієм Сарматовим), 1 раз в змішаному парному розряді (з Ганною Гапоновою), тричі рази в команді (двічі в складі Донецької області і 1 раз в складі Полтавської області).
Багаторазовий учасник особистих (2003, 2007, 2011, 2015) і командних чемпіонатів світу у складі збірної України. Найвище місце в особистому — вихід в 1/32 фіналу у 2007, 2011 та 2015 роках. В командному — 15 місце в 2014 році.
Багаторазовий учасник особистих (2008, 2009, 2012, 2013, 2015) і командних чемпіонатів Європи у складі збірної України. Найвище місце в особистому — вихід в 1/32 фіналу у 2008 та 2009 роках. в командному — 16 місце в 2015 році.
Учасник I Європейських ігор Баку 2015, виліт в 1 раунді. Разом з командою Норд (Донецьк) завоював бронзові медалі ETTU Cup у сезоні 2007/2008, Іван Катков не програв жодного матчу у тому розіграші. У 2008 році у команді з Геннадієм Закладним виборов третє місце на Belarus Open, програвши за вихід у фінал нікому невідомому на той час Сюй Сіню 2-3, вівши 2-1 по сетах та 7-6.
Має на своєму рахунку перемоги над гравцями ТОП-100 світового рейтингу, зокрема: Володимир Самсонов (двічі), Уго Кальдерано, Джонатан Грот, Маркос Фрейтас, Даніель Хабенсон, Жан Мішель Сейв, Жоао Монтейро, Євген Щетинін, Олексій Смирнов, Федір Кузьмин, Михайло Пайков та Олексій Лівенцов. Найвище місце в світовому рейтингу — № 142 в листопаді 2017 року.

## Клубна кар'єра
Багаторазовий переможець Клубного чемпіонату України. Двічі у проміжку з 2001—2007, коли виступав за команду «Локомотив-ЮЖД» (Суми), в сезонах 2007/2008 та 2008/2009 у складі команди Норд (Донецьк), та у сезоні 2017/2018 з командою TT TEAM (Полтава). Зараз продовжує грати за полтавську команду TT TEAM.
Встиг пограти у декількох іноземних чемпіонатах. На початку 2000-х грав у Німеччині у команді «Zeilenroda Erfurt». 2009—2012 виступав у російській Прем'єр Лізі у складі команди Нижній Новгород. У сезоні 2015—2016 грав у бельгійському чемпіонаті в команді Nodo Ekeren. В сезоні 2019/2020 грає в клубі першої польської ліги (Північ) — BISTS Bielsko-Biała.